# Хашт-Бехешт
Хашт-Бехешт (перс. هشت‌ بهشت‎, букв. «Восемь райских садов») — персидский дворец в Исфахане. Дворец, а также относящиеся к комплексу библиотека, мечеть, очаг здоровья, ипподром и аллея были построены в XVII веке в эпоху Сефевидов. Центральный холл окружён восемью комнатами; здание и комнаты имеют в плане восьмигранную форму. 
В 1977 году дворец был частично восстановлен. В 1980 году за эту реконструкцию он был награждён премией Ага-хана в области архитектуры. 
Здание находится под защитой Иранской организации культурного наследия. Вместе с окружающей территорией является историческим парком, открытым для посещения.

## Галерея
- Интерьер дворца
- Фасад дворца
- Потолочные украшения
- Сад дворца